# 多姿麝鳳蝶
多姿麝鳳蝶（学名：Byasa polyeuctes），分布於亞洲各地的族群，與紅珠鳳蝶過去習稱的『紅紋鳳蝶』相似，容易讓人誤為這兩種蝴蝶親緣的關係接近，事實上兩者分屬在不同的屬，並無特別接近的親緣關係。外觀和型態多樣，雖然是同種類，但外觀斑紋卻是「多」采多「姿」，後翅白斑大而明顯的個體到完全沒有白斑的族群皆有，因此稱為「多姿」麝鳳蝶，又別名為：大紅紋鳳蝶、紅裙鳳蝶。多姿麝鳳蝶屬於大型鳳蝶，在台灣地區從北到南，能適應非常多樣的環境，數量十分普遍。

## 特徵
展翅約有九公分寬，後翅背面有三塊白斑及紅色斑紋，底色為黑色，有黑色的長尾突，在尾突末端有圓形的大紅斑。雌蝶後翅背面多一到兩塊小紅斑。

由於幼蟲是吃馬兜鈴屬植物為食，成蟲身上會散發出大同小異的馨香味，形成一種自衛機制令天敵難以嚥下。

## 生態習性
一年多世代，在2~11月可見成蝶，成蝶緩慢飛翔，喜好訪花，冬季通常以蛹態休眠越冬。
偏好出現於明亮的森林邊緣或附近開闊的環境。
成蟲不論在晴天或陰天皆常在野外活動。
本種幼蟲以多種馬兜鈴屬植物為食，外表紅白相間，身上並佈滿許多肉棘。

## 棲地分佈
分布於臺灣全島，大約在平地到2500公尺左右的中海拔山區，數量普遍。

## 外部連結
- 臺灣蝴蝶誌-多姿麝鳳蝶/大紅紋鳳蝶（页面存档备份，存于）
- 台灣生物多樣性網路（页面存档备份，存于）
- 臺灣蝴蝶圖鑒（页面存档备份，存于）